# Artus (Adelsgeschlecht)

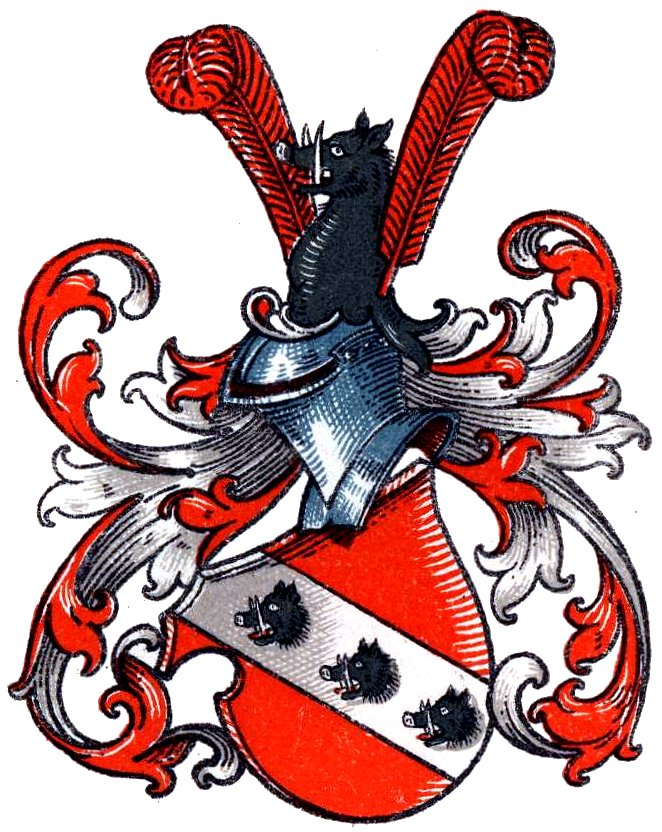
Stammwappen der Familie Artus

Die Familie Artus (auch: Arthus oder Arthusen) war ein Patrizier- und Adelsgeschlecht aus Soest.

## Geschichte
Das Geschlecht erscheint ab Anfang des 14. Jahrhunderts. Vermutet wird eine Abstammung von dem seit 1231 im Soester Patriziat nachweisbaren Geschlecht von Oestinghausen. Die Besitzungen des Geschlechts Artus, das einen Soester Bürgermeister stellte und wie die von Oestinghausen angesehen und vermögend erscheint, lagen in und um Soest. Friedrich von Klocke zählt die Familie Artus damit zu den älteren Soester Bürgermeistergeschlechtern, von denen viele ländlicher, d. h. aus dem engeren und weiteren Umfeld Soests stammend, z. T. nachweislich altfreier Herkunft waren.
Bereits 1316 saß Heinrich Artus im Rat der Stadt Soest. Derselbe stiftete 1336 auf dem Burghof eine auf St. Elisabeth geweihte Kapelle, die nach dem Geschlecht benannte Artuskapelle, die bereits 1355 (capellam Artus) urkundlich erwähnt wird. Ein Johann Artus restaurierte die Kapelle 1589. Die Gebrüder Heinrich und Gottfried Artus, Patrone und Kollatoren der Kapelle, renovierten sie 1601. Die heute abgegangene Kapelle lag an der Ecke „Burghofstraße“ – „Auf der Borg“.
Nach Heinrich Artus erscheint schon 1351/1365 ein Arnold Artus, der 1380/81 und 1381/82 Soester Bürgermeister war. Dessen Sohn Johann Artus war Richter in Soest (1416, 1417). Zu Johanns Besitz gehörte u. a. ein Hof in Hiddingsen. 1399 wurde Johann Artus vom Kölner Erzbischof Friedrich III. von Saarwerden mit einem Garten vor den Toren von Soest, einem arnsbergisches Lehen, das zuvor schon sein verstorbener Vater Arnold Artus und sein verstorbener Bruder Arnold Artus innehatten, belehnt.
Später, nachdem die Familie zum reformierten Glauben übergetreten war, soll die Familie gegen 1600 nach Frankfurt am Main übergesiedelt sein, wo sie Ende des 19. Jahrhunderts bereits ausgestorben war. 1629 blühte die Familie noch.

## Wappen
In Rot ein silberner schrägrechter Balken mit drei schwarzen Eberköpfen belegt. Auf dem Helm mit rot-silbernen Decken ein schwarzer Eberkopf mit Hals zwischen zwei roten Straußenfedern.
Abweichend findet sich die Angabe, dass es sich um Brackenköpfe handelt.